# Hobbycar

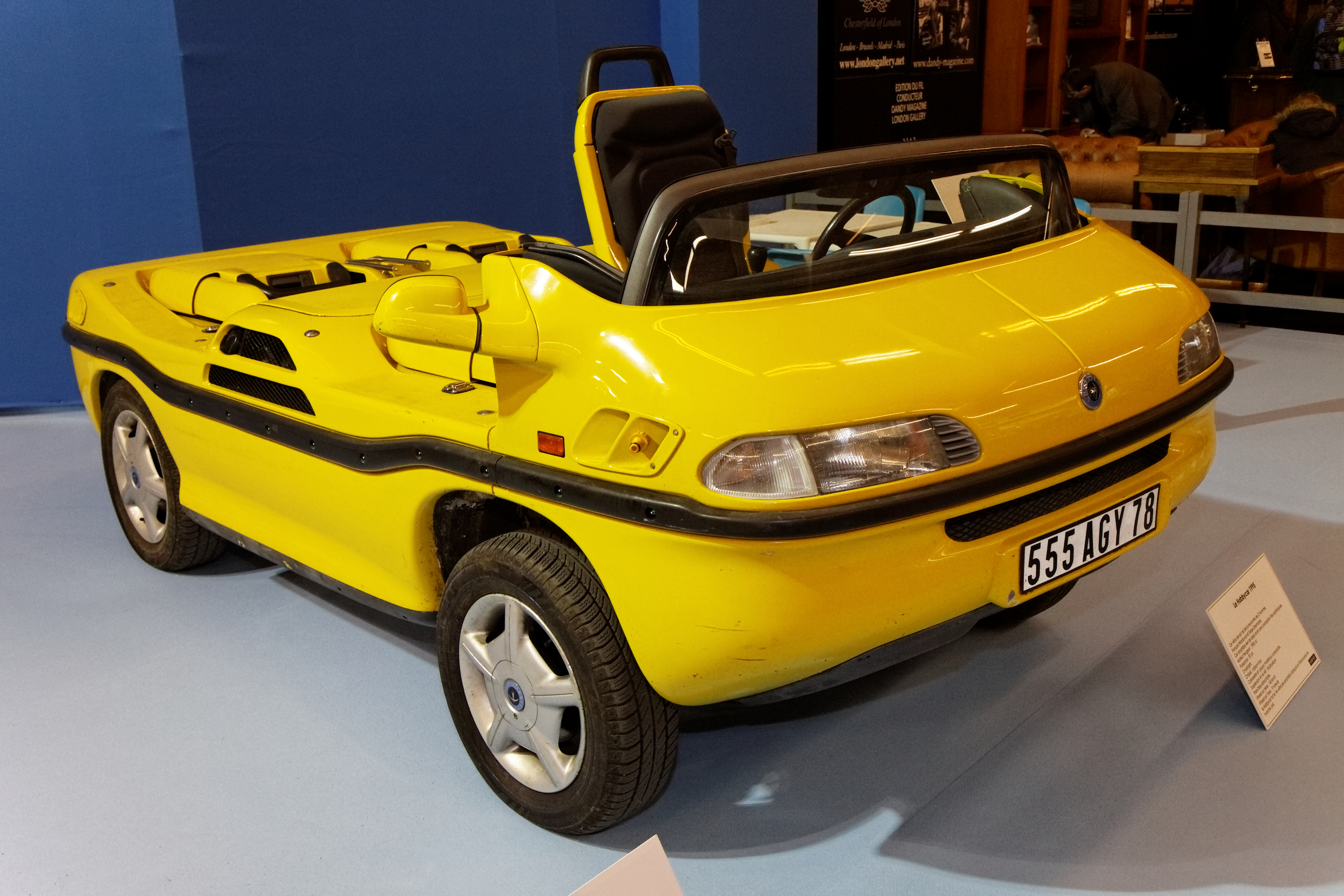
Hobbycar von 1995

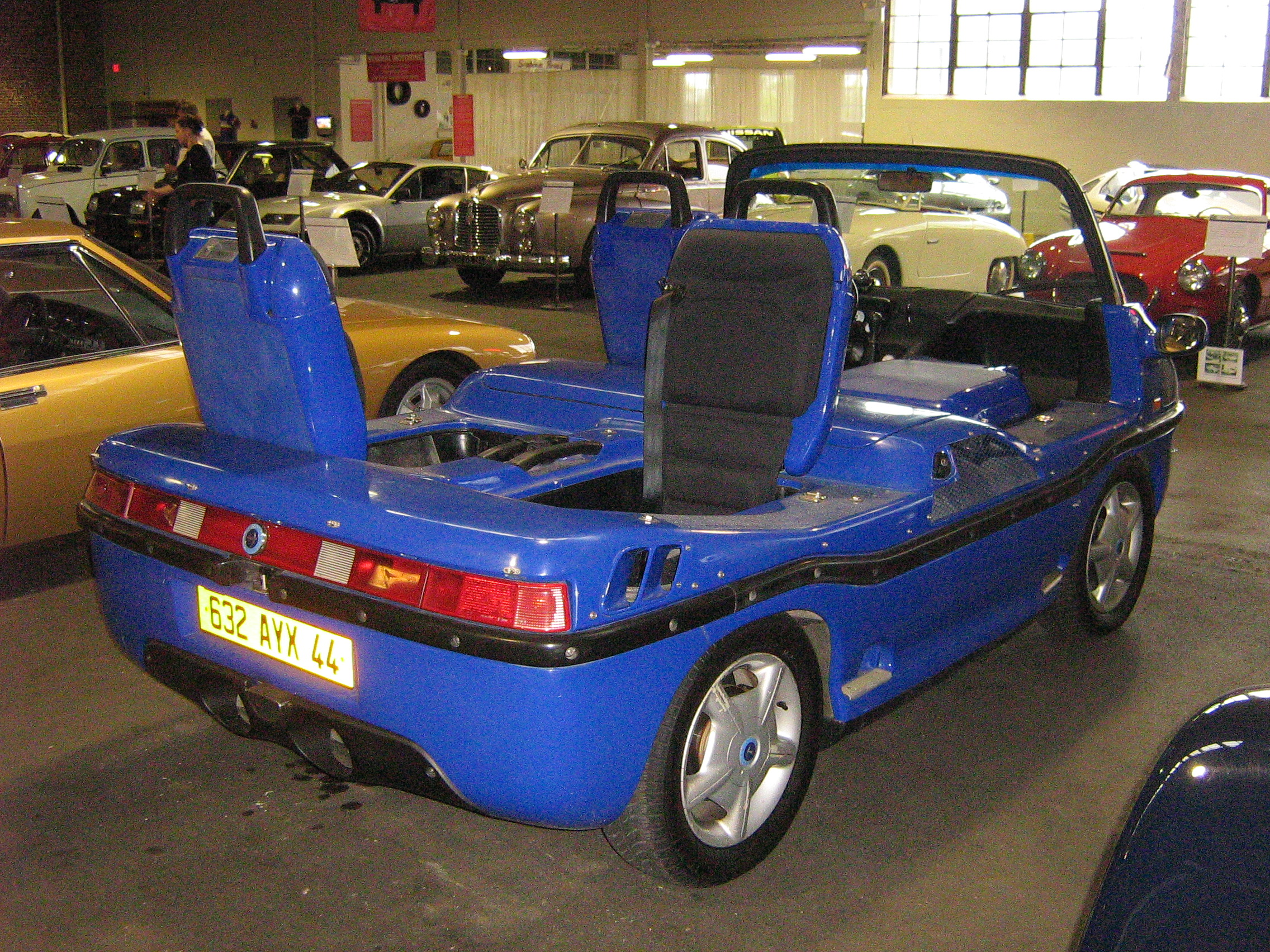
Heckansicht

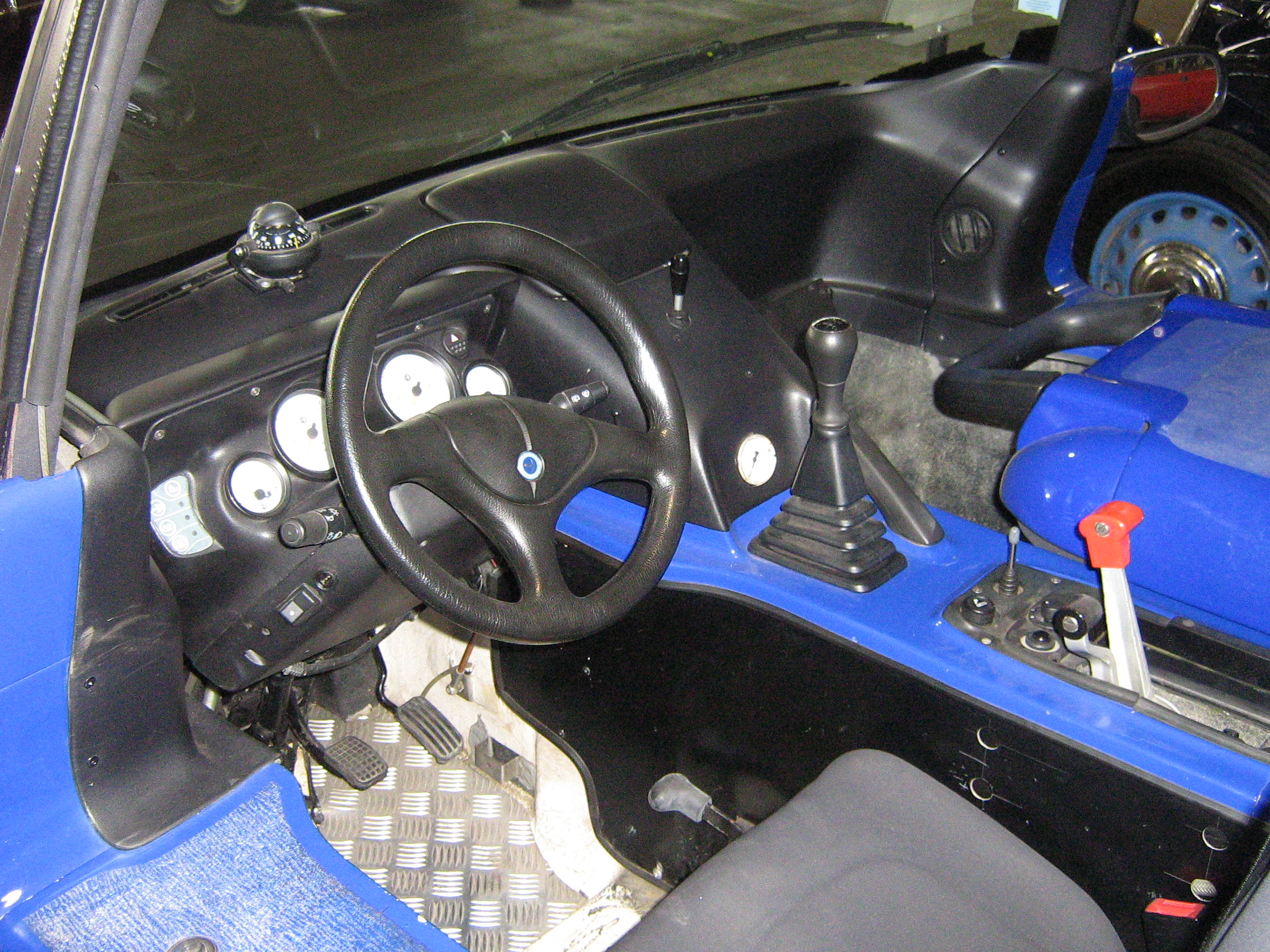
Interieur

Hobbycar war eine französische Automarke.

## Unternehmensgeschichte
François Wardavoir gründete 1992 zusammen mit Serge Desmarais und Claude Poiraud das Unternehmen Hobbycar SA in Garancières und begann mit der Produktion von Automobilen. Der Markenname lautete Hobbycar. Im Dezember 1994 traten finanzielle Schwierigkeiten auf. Im März 1995 wurden 72 der 92 Mitarbeiter entlassen. Im Mai 1995 übernahm SANAM die Produktion. Bis zu diesem Zeitpunkt waren 50 Fahrzeuge entstanden. 1996 endete die Produktion.

## Fahrzeuge
Das erste Modell war ein Amphibienfahrzeug. Das offene Fahrzeug bot Platz für vier Personen. Daneben waren eine geschlossene Version und ein Pick-up geplant. Das Fahrgestell bestand aus rostfreiem Stahl und der Aufbau aus Kunststoff. Zunächst standen ein Ottomotor mit 1400 cm³ Hubraum und 74 PS und ein Dieselmotor mit 1800 cm³ Hubraum und 80 PS von PSA Peugeot Citroën zur Verfügung. Später kam ein Dieselmotor mit 1900 cm³ Hubraum und 92 PS dazu. Die Höchstgeschwindigkeit war mit 140 km/h auf der Straße und 5 Knoten auf dem Wasser angegeben. Der Neupreis betrug 350.000 Französische Franc.
1995 wurde das Modell Passport präsentiert. Dies war ein Van mit vier Schiebetüren und fünf Sitzen. Für den Antrieb sorgte ein Vierzylindermotor vom Opel mit 2000 cm³ Hubraum, Turbolader und 204 PS Leistung. Der Motor war vorne im Fahrzeug montiert und trieb alle vier Räder an. Das Fahrzeug ging nicht in Serienproduktion. Zwei Quellen geben an, dass die hohen Entwicklungskosten für dieses Modell für den Untergang des Unternehmens verantwortlich waren.